# Dimitri Jorssen
Dimitri Jean Valery F. Jorssen (* 28. Februar 1979 in Lüttich) ist ein ehemaliger belgischer Basketballspieler.

## Werdegang
Jorssen begann seine Laufbahn beim Theux BC. 1996/97 spielte er beim RBC Pepinster und wechselte anschließend in die Vereinigten Staaten. Auf ein Spieljahr am Lassen College in Kalifornien folgten drei an der Utah State University. Hernach spielte er wieder in Pepinster.
In der Saison 2002/03 gewann Jorssen mit Spirou BC Charleroi die belgische Meisterschaft und den Pokalwettbewerb. 2003 wechselte er zu Liège Basket. 2005 ging er nach Charleroi zurück, wo er bis 2007 blieb.
2008 nahm Jorssen ein Angebot des spanischen Zweitligisten CB Valladolid an. Mit Valladolid gewann er 2009 den Meistertitel in der LEB Oro. Er erzielte in 32 Spielen für Valladolid im Durchschnitt 5,3 Punkte je Begegnung. Anschließend folgten Stationen in Gent und erneut in Pepinster.
Die letzten Jahre seiner Spielerlaufbahn verbrachte Jorssen in Luxemburg: In Soleuvre, Kayl und Bascharage. Er wurde beruflich in dem Großherzogtum als Fitnesstrainer tätig.
Jorssen war Mitglied der belgischen Nationalmannschaft.